# The Great Railway Bazaar
O Grande Bazar Ferroviário (em inglês: The Great Railway Bazaar) é um livro de viagem de 1975 do escritor norte-americano Paul Theroux. Narra a viagem de trem de Theroux, de quatro meses, em 1973, a partir de Londres, percorrendo a Europa, Oriente Médio, subcontinente indiano e Sudeste Asiático, e seu retorno via Ferrovia Transiberiana. A primeira parte da rota, até a Índia, seguiu a então chamada trilha hippie.  É amplamente considerado um clássico do gênero literatura de viagem.  Vendeu 1,5 milhão de exemplares quando lançado.
No livro, Theroux explorou temas como colonialismo, imperialismo americano, pobreza e ignorância. Esses temas foram mesclados aos seus relatos dos locais visitados, bem como suas conversas com outras pessoas, tais como colegas viajantes. Antes da publicação de O Grande Bazar Ferroviário, Theroux viveu na África, Cingapura e Inglaterra.

Em um artigo de 2013, Theroux delineou diversas inspirações que o levaram a embarcar em sua viagem e publicar suas experiências. Elas incluem seu fascínio por trens, que ofereciam o que ele descreveu como uma oportunidade de romper com a monotonia, bem como uma trégua do trabalho. Ele escreveu:
Eu conseguia pensar com clareza andando nos trens de Londres e quando, em raras ocasiões, viajava para fora da cidade – na linha de Exeter via Sherborne, Yeovil e Crewkerne, para visitar a família de minha esposa, ou no Flying Scotsman em missão jornalística – minha disposição melhorava e eu via com clareza que poderia ser possível conceber um livro baseado em uma longa viagem ferroviária.

## Impressões sobre países e cidades
Istambul
"Leva-se um tempo para perceber que o que está representado nesses estilos de prédios profundamente diferentes não são classes sociais, e sim séculos, cada estilo um exemplo de sua própria época – Istambul é uma cidade há 27 séculos."
Teerã
"Teerã, uma cidade em expansão enxertada numa aldeia, é um lugar sem antiguidade e de pouco interesse, a não ser que se tenha um fascínio especial  por má direção e uma situação do trânsito vinte vezes pior do que a de Nova York."
Afeganistão
"O Afeganistão é um estorvo. Antigamente era barato e bárbaro, e as pessoas iam lai para comprar montes de haxixe – passavam semanas nos  hotéis imundos de Herat e Cabul, no maior barato. Mas houve um golpe militar em 1973, e o rei (que estava tomando banhos de sol na Itália) foi deposto. Agora o Afeganistão é caro, mas continua tão bárbaro quanto antes."
Peshawar (Paquistão)
"Peshawar é uma cidade bonita. Eu de bom grado me mudaria para lá, me estabeleceria numa varanda e envelheceria observando pores-do-sol no Passo Khyber."
Lahore (Paquistão)
"Minha imagem da cidade indiana [antes da criação do Paquistão) deriva de Kipling, e foi em Lahore que Kipling amadureceu como escritor."
Amritsar (Índia)
"Amritsar, a duas corridas de táxi de Lahore (o trem entre essas cidades não opera desde 1947), está do lado indiano da fronteira. É para os sikhs o que Benares é para os hinduístas, uma capital religiosa, uma cidade sagrada."
Simla (Índia)
"Simla é inconfundível pois, como indica o Murray’s Handbook, 'sua linha do horizonte é incongruentemente dominada por uma igreja gótica, um castelo baronial e uma mansão de campo vitoriana'."
Bombaim (Mumbai)
"Mas não achei o centro de Bombaim especialmente assustador: um contato mais próximo com ele me fez pensar nele   como um lugar  de refugiados e caçadores de fortunas, cheirando a sujeira e dinheiro, numa área que tinha o aspecto da metade negligenciada de Chicago."
Jaipur (Índia)
"Jaipur foi uma cidade principesca cor-de-rosa de maravilhas, mas o vandalismo e ignorância daquelas pessoas que pastoreavam suas cabras nas frágeis ruínas, pintavam sobre os afrescos e usavam o palácio como pano de fundo para filmagem diminuíram sua atração."
Ceilão
"Pareceu-me uma loucura que num país que estava morrendo de fome trinta pessoas optassem por comparecer a um seminário de três dias sobre literatura norte-americana, em que eu seria o principal conferencista."
Calcutá (Índia)
"Este aspecto de Calcutá é o primeiro que atinge o olho do viajante, mas aquele que permanece mais tempo em sua mente; é uma atmosfera de perturbação organizada, todo mundo ocupado em realizar um ou outro projeto, tanto que aqueles milhares de sofredores vistos uniformemente – uniformemente porque o espaço é escasso – deitados ou sentados na calçada têm o aspecto de manifestantes não violentos tendo uma longa tarde de satyagraha ('ater-se à verdade') dedicado."
Mandalay (Birmânia)
"É uma cidade baixa de tamanho imenso, tão poeirenta à noite que as lanternas das charretes e faróis dos ônibus de madeira brilham como que numa cerração forte. A cidade é grande mas desinteressante; o forte é inacessível, os mosteiros pegaram fogo e o templo no alto do Monte Mandalay é recente e sem atrativos. Mandalay é um nome mágico, mas pouco mais do que isto."
Vientiane (Laos)
"Vientiane é excepcional, mas inconveniente. Os bordéis são mais limpos do que os hotéis, maconha é mais barata do que tabaco para cachimbo e o ópio é mais fácil de achar do que um copo gelado de cerveja."
Laos
"O Laos, uma margem de rio, foi invadido e saqueado; foi uma das brincadeiras caras dos Estados Unidos [menção à intervenção norte-americana no país durante a Guerra do Vietnã], um lugar sem motivo onde nada é produzido, tudo é importado; um reino com pretensões desconcertantes ao francesismo."
Bangkok (Tailândia)
"Quando as tropas americanas deixaram o Vietnã e todos os programas de Repouso e Recreação terminaram, pensou-se que Bangkok entraria em colapso. Bangkok, uma cidade imensamente absurda de templos e bordéis, necessitava de visitantes. O calor, o trânsito, o barulho, o custo nesse formigueiro achatado tornou a vida ali intolerável. Mas Bangkok, cujo desconforto parece um desencorajamento calculado para os moradores, é uma cidade para visitantes temporários."
Cingapura
"Politicamente, Cingapura é tão primitiva como o Burundi, com leis repressivas, informantes pagos, um governo ditatorial e prisões cheias de prisioneiros políticos. Socialmente, é como a Índia rural, com lares dependendo de lavadeiras, amas, jardineiros, cozinheiros e lacaios. Nas fábricas, os operários [...] recebem salários baixos. A mídia é inacreditavelmente desinteressante devido à forte censura."
Vietnã (interior, visto do trem)
"Eu não estava preparado para tanta beleza. Ela me surpreendeu e humilhou no mesmo grau em que o vazio fizera na Índia. Quem mencionara o simples fato de que as montanhas no Vietnã eram lugares de grandeza inimaginável?"
Tóquio (Japão)
"A ordem de Tóquio é aparente somente de perto – à distância é uma confusão, mas a confusão precisa ser estudada para o plano emergir."
Kyoto (Japão)
"Kyoto foi como uma garrafa de vinho cujo rótulo você memoriza para assegurar alguma felicidade futura."
Osaka (Japão)
"Mas eu me sentia melancólico demais para me enfiar na melancolia maior das ruas. Não eram apenas os prédios cinzentos e a vista de uma multidão de gente em máscaras cirúrgicas esperando na calçada algum sinal  abrir [...]; era também o ar venenoso de Osaka, que se dizia ser dois quintos de gás venenoso."
Rússia (Transiberiana)
"A imensidão da Rússia esmagou-me. Eu vinha viajando havia cinco dias por aquelas paisagens e restava metade do país a ser transposto. Procurei pela janela algum detalhe novo que revelasse que estávamos nos aproximando de Moscou."

## Continuação
Em 2006, Theroux reconstituiu sua viagem, percebendo que as pessoas e os lugares haviam mudado e que, embora sua obra anterior fosse conhecida em muitos locais, ele não foi reconhecido pessoalmente. Seu relato da segunda viagem foi publicado como Trem Fantasma para a Estrela do Oriente.